# Montà
Montà é uma comuna italiana da região do Piemonte, província de Cuneo, com cerca de 4.292 habitantes. Estende-se por uma área de 26 km², tendo uma densidade populacional de 165 hab/km². Faz fronteira com Canale, Cellarengo (AT), Cisterna d'Asti (AT), Ferrere (AT), Pralormo (TO), Santo Stefano Roero, Valfenera (AT).

## Demografia
| Variação demográfica do município entre 1861 e 2011                               |
|                                                                                   |
| Fonte: Istituto Nazionale di Statistica (ISTAT) - Elaboração gráfica da Wikipedia |